# Pocker
Pocker var i fornsvenskan en svordom som fan, djävulen et cetera. Det förekommer fortfarande i bygdemålsfärgad muntlig framställning som djävulen, den onde, hin, fan med mera.
Pocker står även för koppor, syfilis, som man önskade skulle drabba ens fiender.